# YES AND NO/G
「YES AND NO / G」（イエス・アンド・ノー / ジー）は、2020年7月1日に発売されたDREAMS COME TRUEの通算54枚目の両A面シングル。

## 概要
- 「YES AND NO」は、フジテレビ系列『アンサング・シンデレラ 病院薬剤師の処方箋』の主題歌[2]。
- 「G」は、劇場版『Gのレコンギスタ』のテーマソング[2][3]。

当初、4月22日発売予定であったが諸事情により5月27日に延期され、再度、7月1日に延期となった。

## 収録曲
| 全作詞: 吉田美和、全編曲: 中村正人。 |                                  |           |                    |      |
| #                                    | タイトル                         | 作詞      | 作曲               | 時間 |
| 1.                                   | 「YES AND NO」                   | 吉田美和  | 吉田美和、中村正人 | 3:50 |
| 2.                                   | 「YES AND NO」(TV Drama Version) | 吉田美和  | 吉田美和、中村正人 | 3:33 |
| 3.                                   | 「G」                            | 吉田美和  | 中村正人           | 4:45 |
| 4.                                   | 「G」(Soundtrack Version)        | 吉田美和  | 中村正人           | 4:45 |
| 5.                                   | 「YES AND NO」(Instrumental)     | 吉田美和  |                    | 3:50 |
| 6.                                   | 「G」(Instrumental)              | 吉田美和  |                    | 4:45 |
| 合計時間:                            | 合計時間:                        | 合計時間: | 25:28              |      |